# Johann Ferdinand Heyfelder
Johann Ferdinand Heyfelder, född den 19 januari 1798 i Küstrin, död den 21 juni 1869 i Wiesbaden, var en tysk kirurg.
Heyfelder var först praktiserande läkare i Trier och vann anseende som medicinsk författare. Han var 1833–1841 medicinalråd i Sigmaringen och 1841–1854 professor i kirurgi i Erlangen. År 1855 kallades han till överkirurg vid ryska trupperna i Finland och tjänstgjorde vid Sveaborgs belägring. Han kallades till ledamot av Finska Vetenskaps-Societeten år 1855. Efter krigets slut var han till 1869 bosatt i Sankt Petersburg. Bland hans verk kan nämnas Studien im Gebiete der Heilwissenschaften (1838–39) och Über Resektionen und Amputationen (1855).